# Mohnflesserl

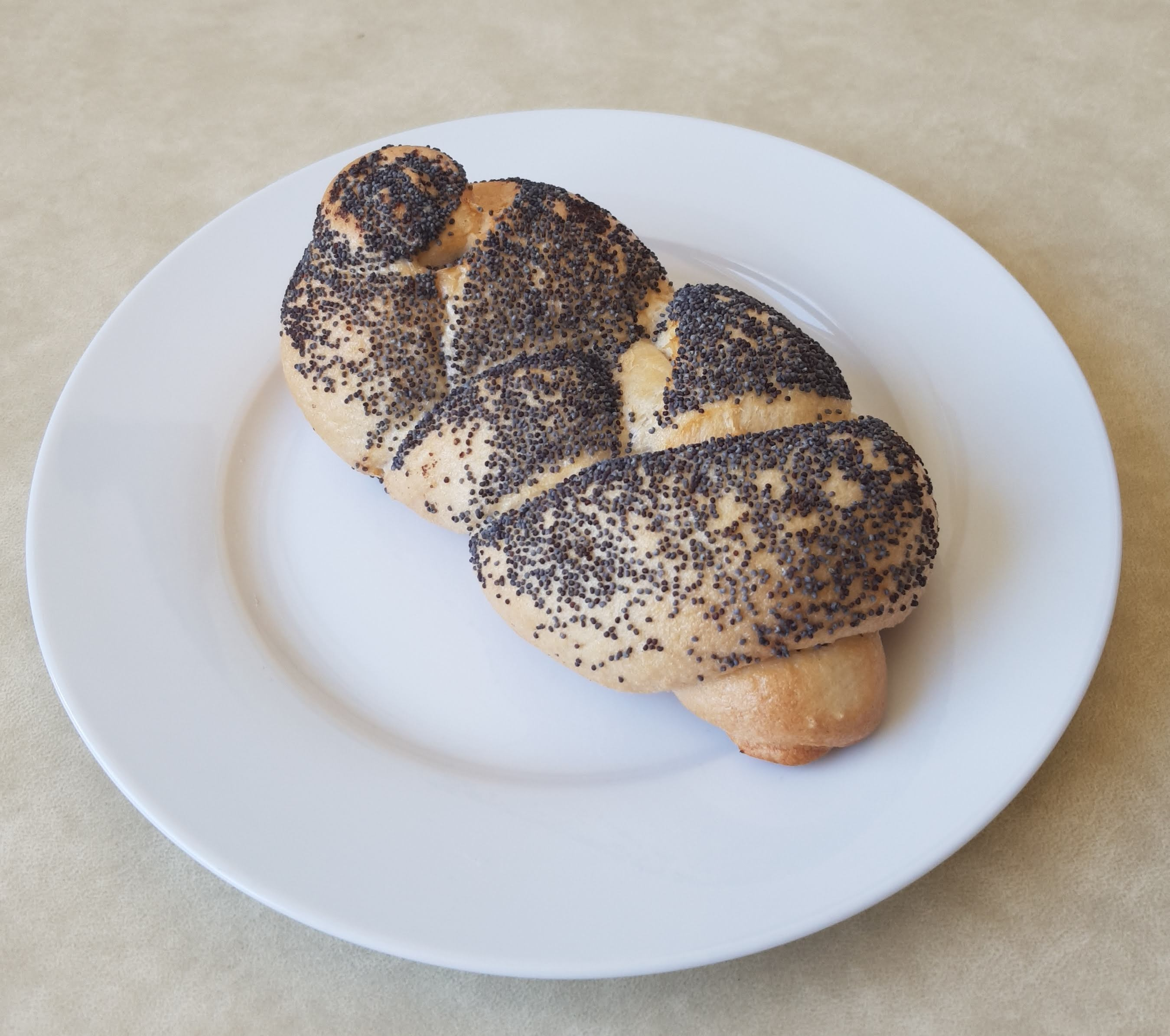
Mohnflesserl ohne Salz

Ein Mohnflesserl (auch: Mohnstriezerl, Mohnzopf, Mohnweckerl) ist ein traditionell österreichisches Gebäck in geflochtener Form. Es wird üblicherweise mit Mohn bestreut, besonders in Oberösterreich auch mit Salz, und manchmal glasiert.

## Name
Der Name dieses Gebäcks ist von starken regionalen Unterschieden betroffen. Während „Mohnflesserl“ in großen Teilen des Nordens üblich ist, wird „Mohnweckerl“ im Osten verwendet, wobei Wiener auch „Mohnstriezerl“ verwenden.
Das Wort „Flesserl“ kommt von Flößen, welche im 19. Jahrhundert über die Traun das Salz für die damals sogenannten „Salzflößel“, ein größerer Vorgänger des Mohnflesserls, brachten.